# EMD G16
A EMD G16 é uma locomotiva diesel-elétrica construída pela General Motors nos Estados Unidos e sob licença da Clyde Engineering na Austrália e da MACOSA na Espanha. Tem sido usado na Austrália, Brasil, Egito, Hong Kong, Israel, México, Espanha, Croácia, Eslováquia, Sérvia, Macedônia, Kosovo e nas ferrovias da Bósnia e Herzegovina.

## G16U EFVM
A EFVM satisfeita com as experiências anteriores com as locomotivas GM G12, e querendo fazer trens-tipo cada vez mais longos e pesados com suas novas gôndolas MI Car Dumper, chegou a conclusão de que seriam possíveis trens de 150 vagões do tipo MI com uma potência de tração girando em torno dos 9000 hp. Para isso seriam necessárias 7 das locomotivas G12, ou alguma locomotiva de maior potência, que viesse a melhorar esse custo beneficio.
Para tal situação a EFVM em contato com a GM-EMD chegaram a decisão de que o modelo G16U, top de linha da série exportação na época, com um motor 16-567 aspirado que desenvolvia 1950 hp seria o ideal. Essa mecânica era empregada há muito tempo nas EMD SD18, que eram o modelo de padrão Standard de 1800 hp da EMD. Em 1963 começaram a circular os primeiros trens experimentais com 150 gôndolas carregadas e tração quíntupla de G16U, perfazendo assim o recorde nacional da época. Em 1966 chegou-se a fazer um teste com 6 locomotivas G16U tracionando 200 gôndolas MI mais um caboose na cauda do trem, totalizando 14.328 toneladas, o que interessou a EFVM em trens cada vez maiores, e com locomotivas de maior potência. Logo em seguida no final da década de 1960 as Krauss-Maffei de 4000 hp já estavam para chegar e depois as EMD DDM45 de 3600 hp tornando as G16 locomotivas de menor importância na frota, porém estas nunca deixaram de prestar serviços na linha tronco, onde até hoje atuam como helpers em alguns trechos e serviço de manobras e transferências de pátio mais pesadas. Alem disso tem sido usadas nos trechos da FCA e em trens de passageiros da EFVM.
Essas locomotivas pesam 100 toneladas, vieram com truques C-C e potência de 1950 hp (posteriormente motores foram substituídos pelo 645E mais econômico e confiável). A EFVM adquiriu 40 dessas locomotivas até o de 1967, numerando-as de 601 a 641. As locomotivas 612 a 626 são canadenses, fabricadas na GMDD, enquanto as demais são norte-americanas, fabricadas na sede da EMD em La Grange, Illinois. Os tanques de combustível foram aumentados pela CVRD de 3875 litros para 4800 litros. Quatro delas foram acidentadas/incendiadas e baixadas em março de 1967 e maio de 1985. As outras 35 ainda continuam prestando serviços a atual Vale S.A.
| Número de Fabricação | Número original | Ano de entrada em Trafego | Observações                                     |
| -------------------- | --------------- | ------------------------- | ----------------------------------------------- |
| 26881                | 601             | 1962.12                   |                                                 |
| 26882                | 602             | 1962.11                   | Modernizada, nariz rebaixado.                   |
| 26883                | 603             | 1962.11                   |                                                 |
| 26884                | 604             | 1962.11                   |                                                 |
| 26885                | 605             | 1962.11                   |                                                 |
| 26886                | 606             | 1962.11                   | Modernizada, nariz rebaixado, Nova pintura VALE |
| 26887                | 607             | 1962.11                   |                                                 |
| 26888                | 608             | 1962.12                   |                                                 |
| 26889                | 609             | 1962.12                   |                                                 |
| 26890                | 610             | 1962.12                   | Baixada em 1985.05                              |
| 26891                | 611             | 1962.12                   |                                                 |
| A2020                | 612             | 1964.11                   | GMD                                             |
| A2021                | 613             | 1964.11                   | GMD                                             |
| A2022                | 614             | 1964.11                   | GMD                                             |
| A2026                | 615             | 1964.11                   | GMD                                             |
| A2024                | 616             | 1964.12                   | GMD / Baixada em 1967.03                        |
| A2025                | 617             | 1964.12                   | GMD                                             |
| A2026                | 618             | 1964.12                   | GMD                                             |
| A2027                | 619             | 1964.11                   | GMD                                             |
| A2028                | 620             | 1964.12                   | GMD / Baixada em 1967.03                        |
| A2029                | 621             | 1964.12                   | GMD                                             |
| A2030                | 622             | 1964.12                   | GMD                                             |
| A2031                | 623             | 1965.01                   | GMD                                             |
| A2032                | 624             | 1965.01                   | GMD                                             |
| A2033                | 625             | 1965.01                   | GMD                                             |
| A2034                | 626             | 1965.01                   | GMD                                             |
| 32119                | 627             | 1965.01                   |                                                 |
| 32120                | 628             | 1965.01                   | Nova pintura VALE                               |
| 32121                | 629             | 1965.01                   |                                                 |
| 32453                | 630             | 1966.12                   | Nova Pintura VALE(Incompleta)                   |
| 32454                | 631             | 1966.12                   |                                                 |
| 32455                | 632             | 1966.12                   |                                                 |
| 32456                | 633             | 1966.12                   |                                                 |
| 32457                | 634             | 1966.12                   |                                                 |
| 32458                | 635             | 1966.12                   |                                                 |
| 32498                | 636             | 1966.12                   |                                                 |
| 32499                | 637             | 1966.12                   | Baixada em 2002.05                              |
| 32500                | 638             | 1966.12                   |                                                 |
| 32501                | 639             | 1966.12                   |                                                 |
| 32502                | 640             | 1966.12                   |                                                 |
| 32503                | 641             | 1966.12                   |                                                 |

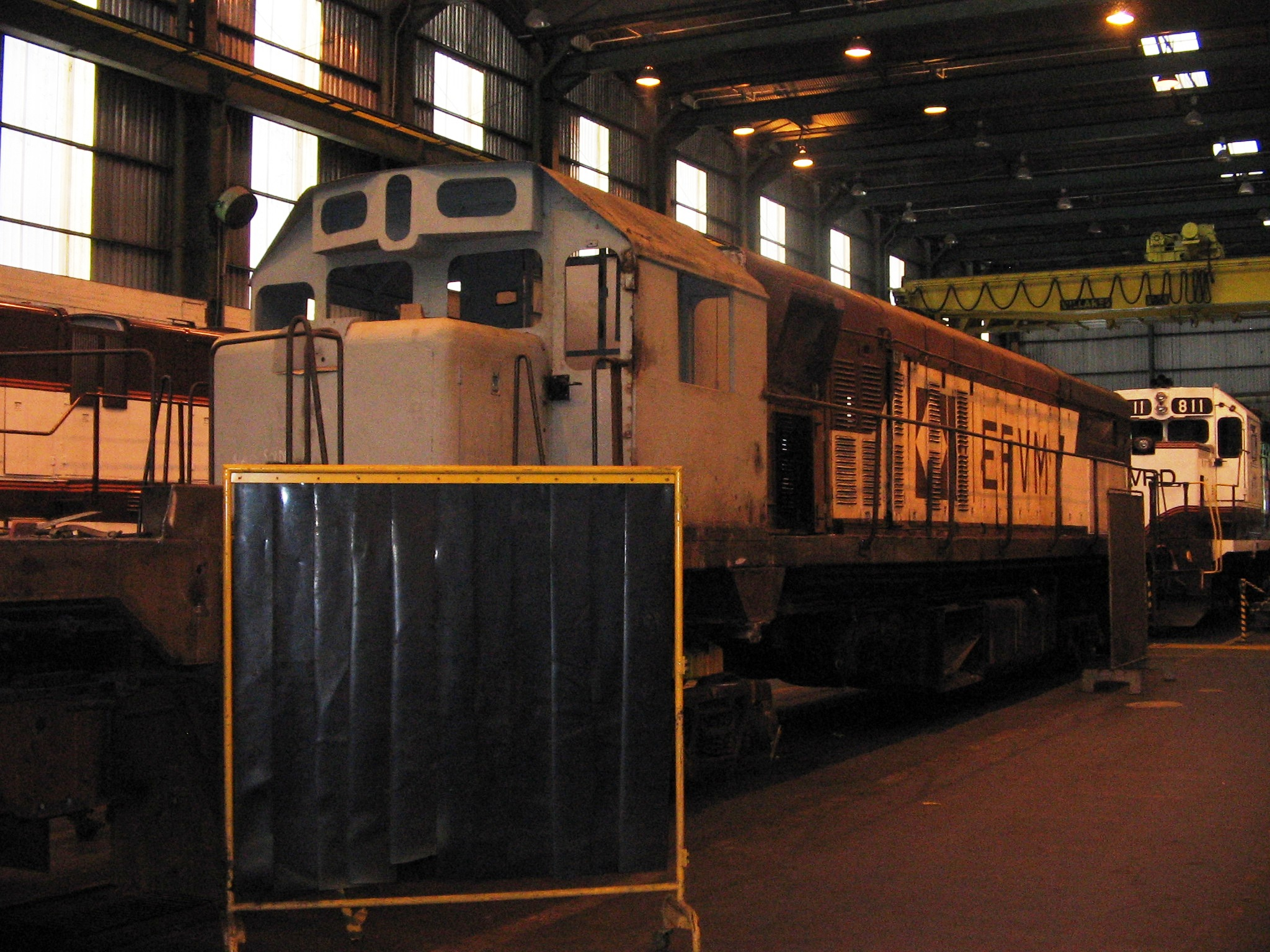
Locomotiva G16 nº602 em reformas, com destaque para o rebaixamento do nariz.
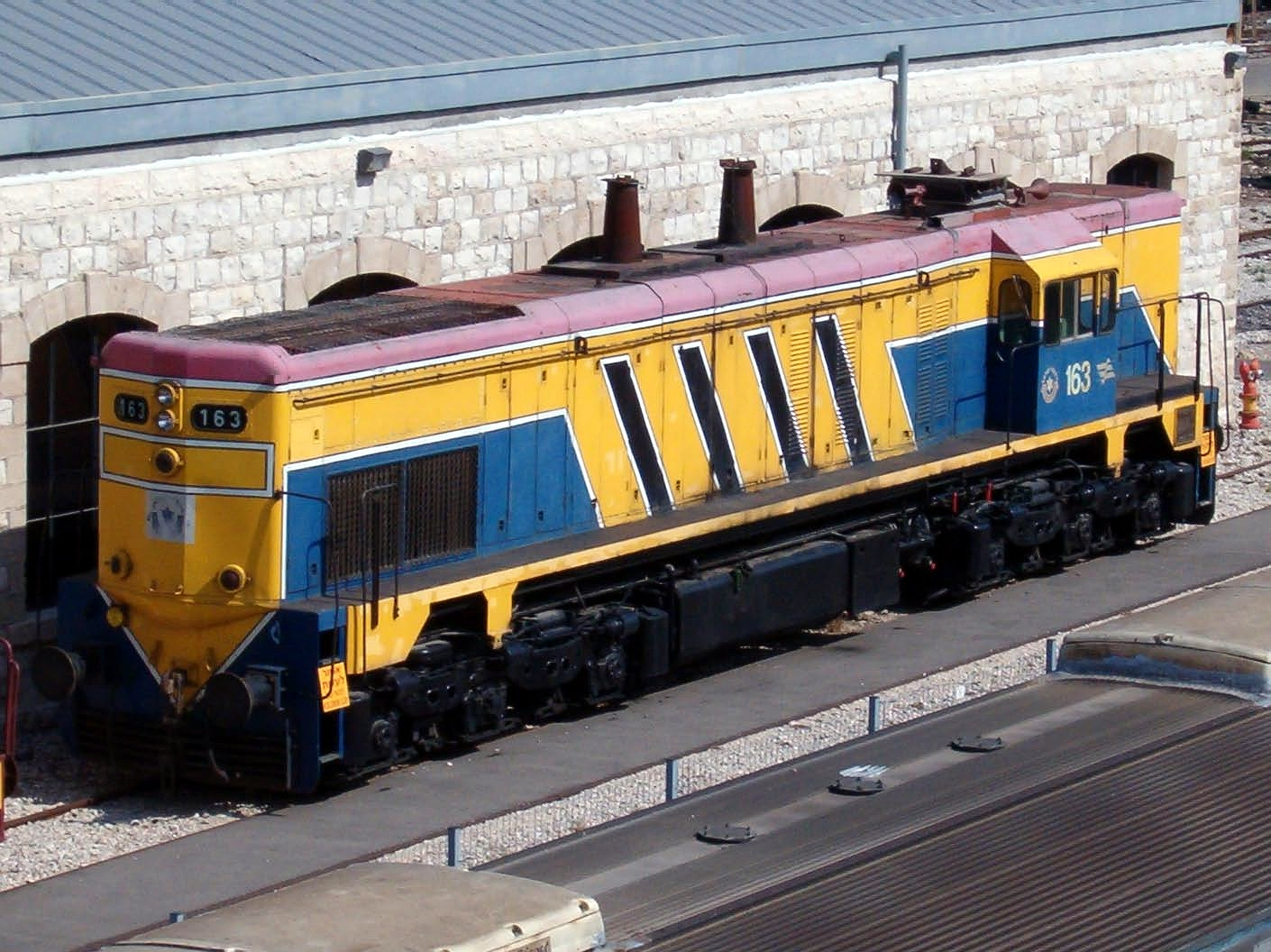
G16 de Israel prestando serviços no Egito durante a Guerra dos Seis Dias
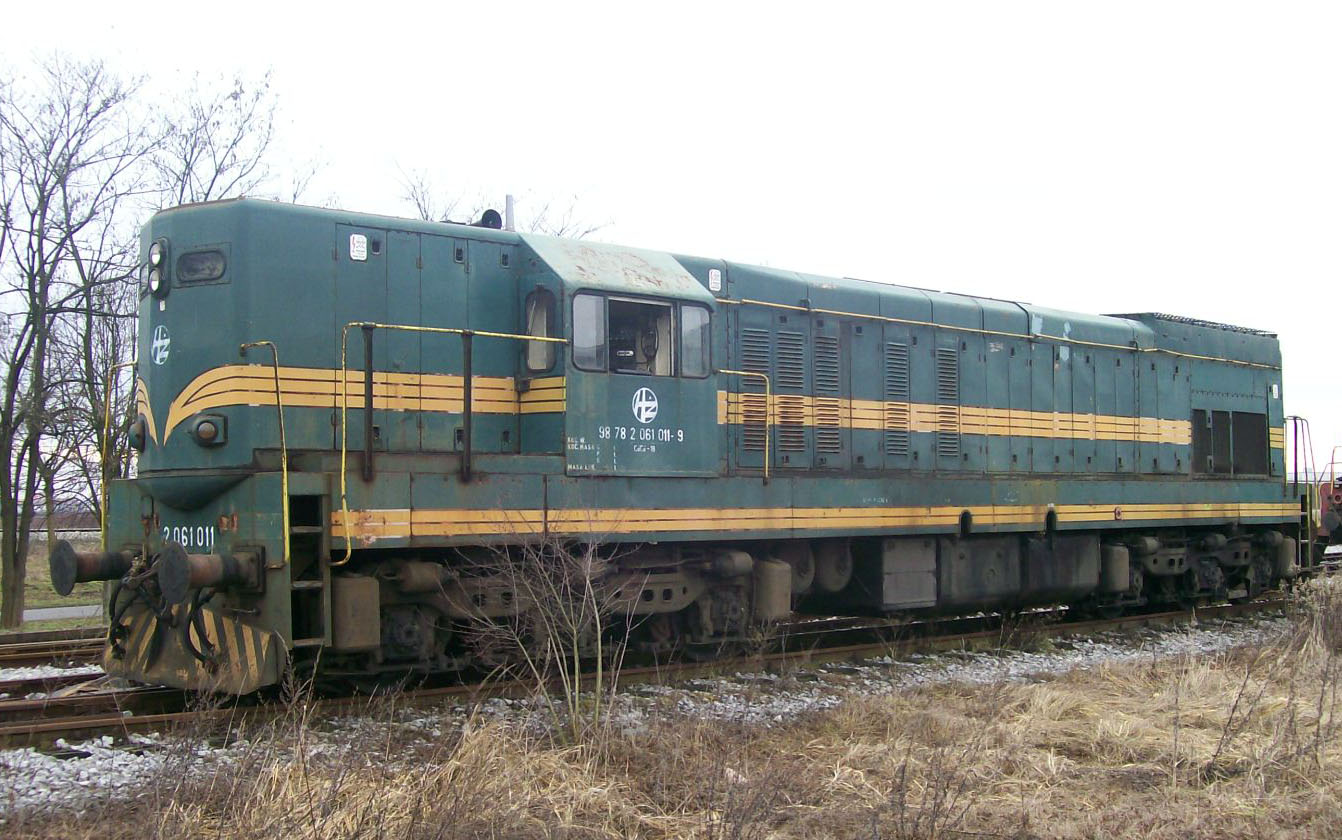
G16 (série 2061 da HŽ) na Croácia.
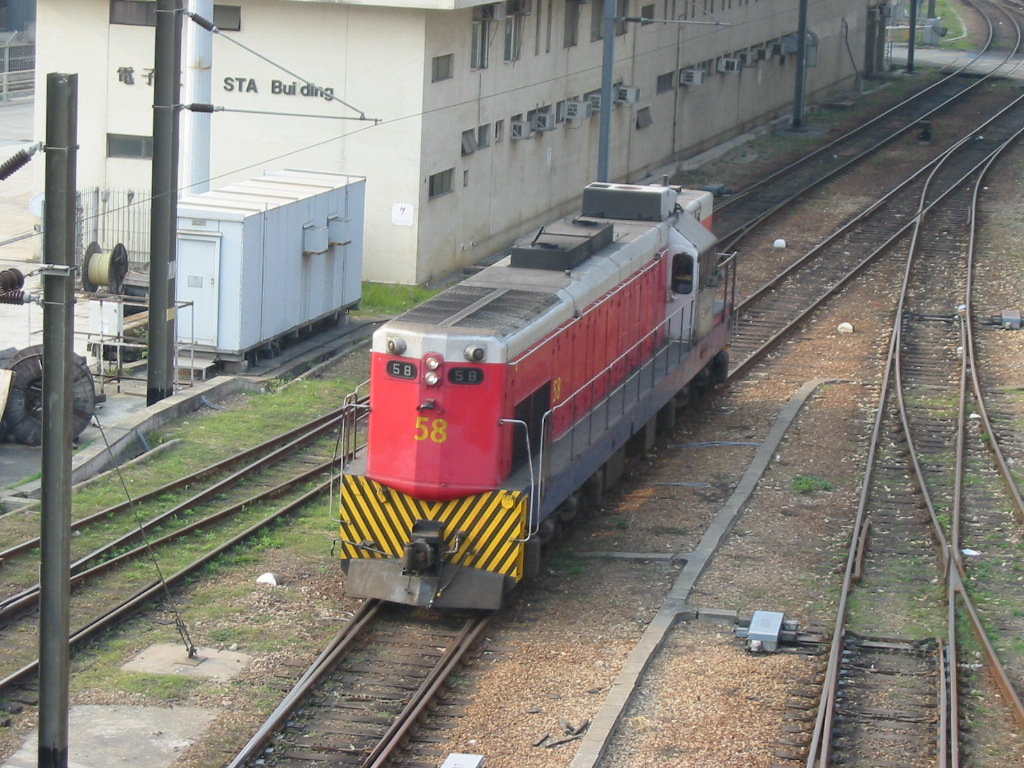
G16 no subúrbio de Hong Kong.